# خایرخاندولان (اوورخنگای)
خایرخاندولان (به لاتین: Khairkhandulaan) یک منطقهٔ مسکونی در مغولستان است که در استان اوورخانگای واقع شده‌است.